# Bursfelde
Bursfelde ist ein Dorf im Landkreis Göttingen in Niedersachsen. Es gehört mit Glashütte administrativ zur Ortschaft Hemeln innerhalb der Stadt Hann. Münden und ist dort der einwohnermäßig kleinste Ort.
Bekannt ist Bursfelde durch die historische Benediktiner-Abtei Kloster Bursfelde, die zum Hauptkloster der Bursfelder Kongregation wurde.

## Geographie
Bursfelde liegt an der Westabdachung des Bramwalds bzw. am Nordwestrand des Naturparks Münden an der Einmündung der Nieme in die Weser und ist damit der nördlichste Teil Hann. Mündens.

## Politik
Bursfelde wird auf kommunaler Ebene durch den Ortsrat der Ortschaft Hemeln und den Rat der Stadt Hann. Münden vertreten.

## Geschichte
Es ist zu unterscheiden zwischen dem Kloster Bursfelde und dem Dorf Bursfelde (Bursvelde 1272–1409; Lutteken Bursfelde 1443; Luttkebursfelt 1460). Im 13. Jahrhundert verfügten die Grafen von Dassel in dem Ort über Besitz, den sie an das Erzstift Mainz verkauften.
Der Ort Bursfelde wurde am 15. Juli 1968 mit Hemeln vereinigt. Durch die Verwaltungs- und Gebietsreform gehört er seit dem 1. Januar 1973 zur Stadt Hann. Münden.

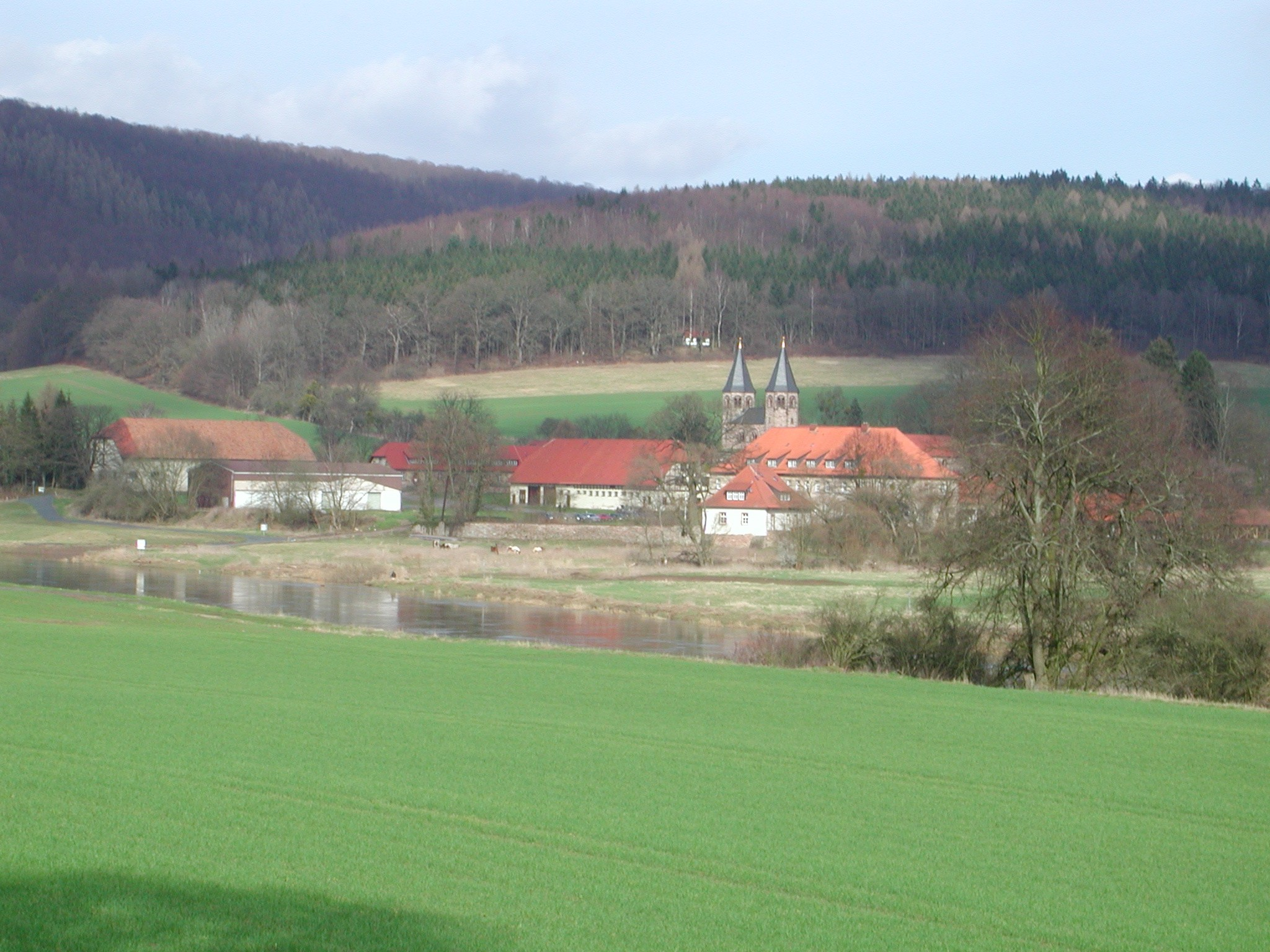
Bursfelde von der gegenüberliegenden Weserseite
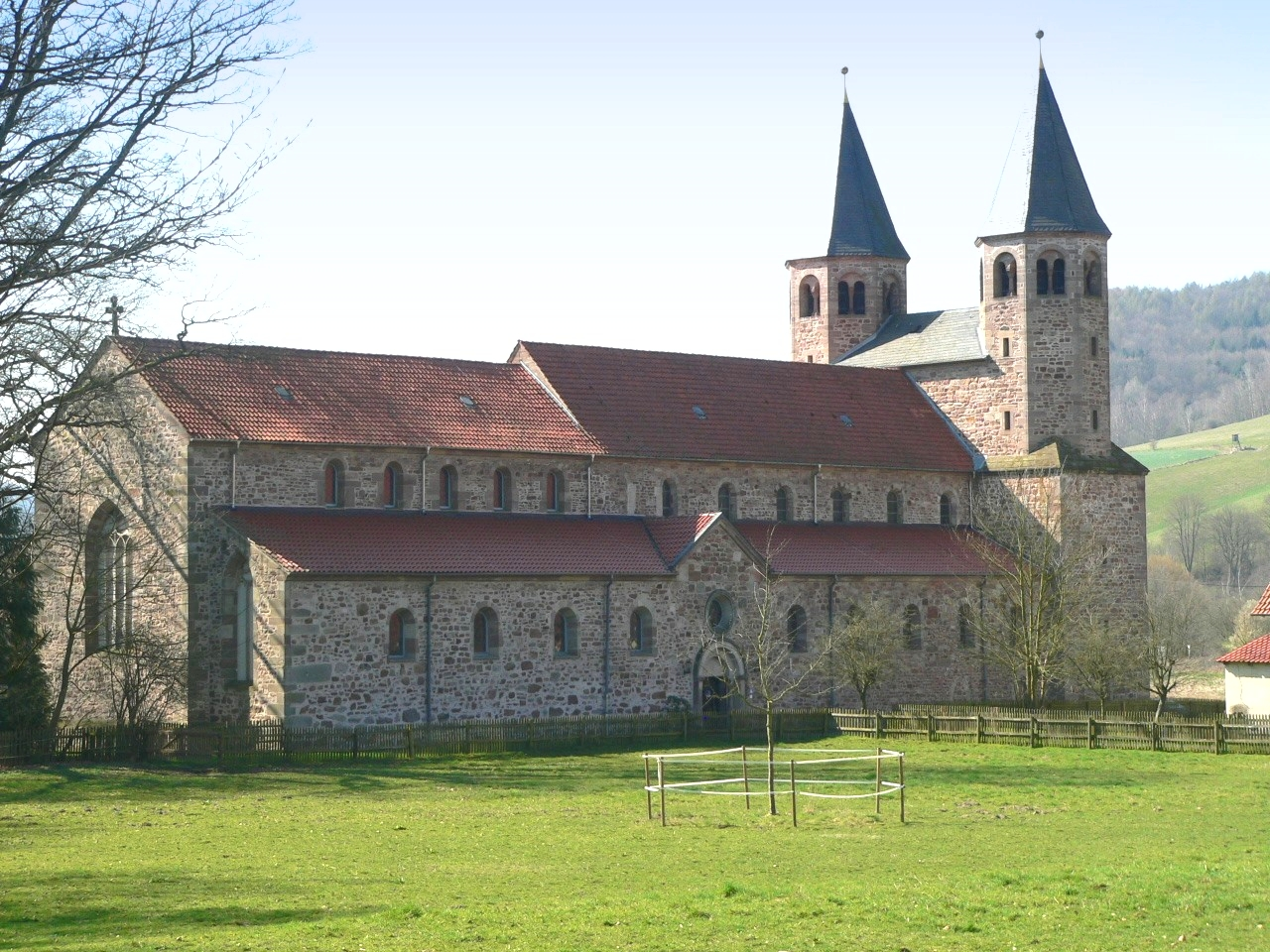
Ehemaliges Benediktinerkloster Bursfelde
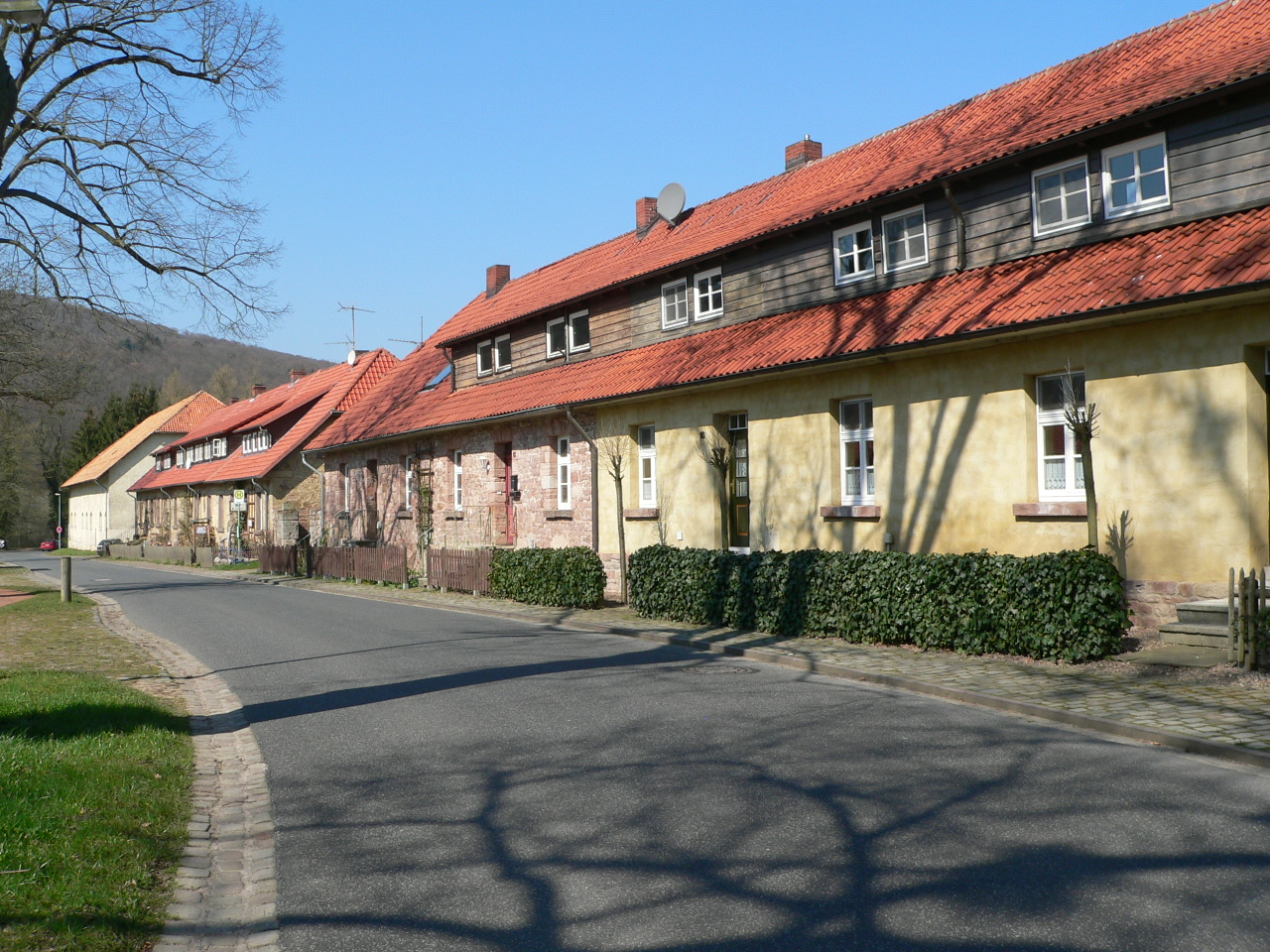
Historische Häuserzeile in Bursfelde
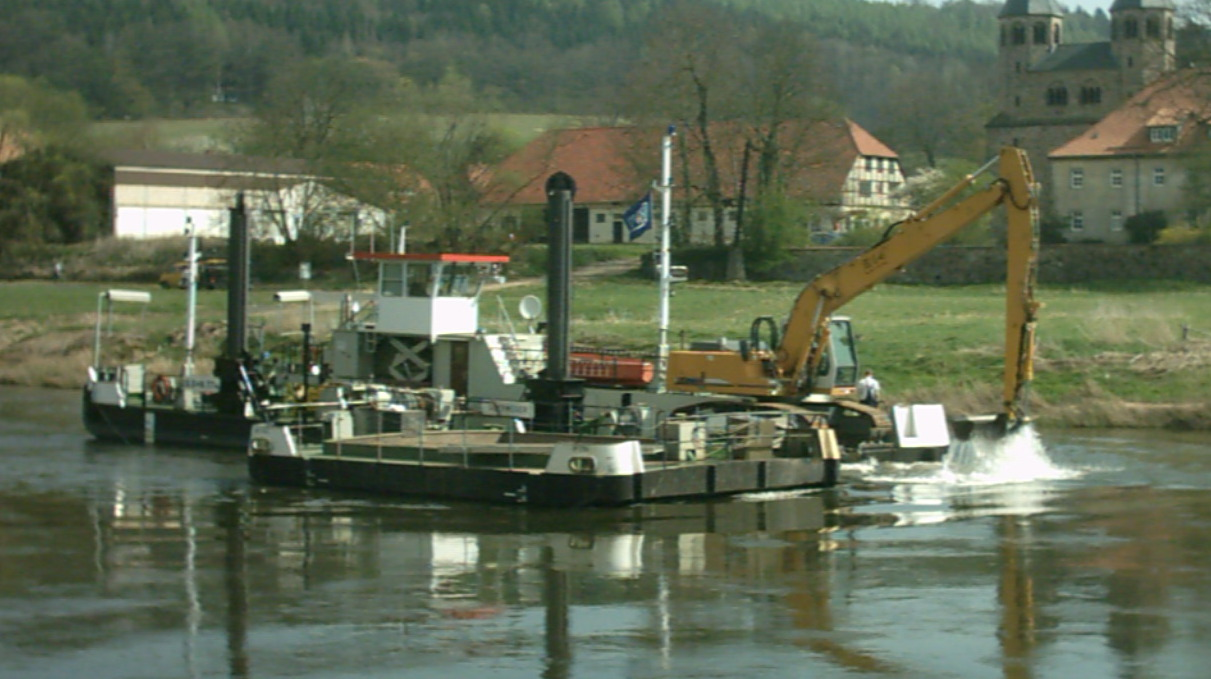
Baggerschiff „Oberweser“ vor Bursfelde